# Profvoetballer van het Jaar 2007
Het Belgische gala van de Profvoetballer van het Jaar 2007 werd georganiseerd op 21 mei 2007 in het casino in Spa. Mohammed Tchité won de trofee voor de eerste keer.

## Winnaars
De razendsnelle aanvaller Mohammed Tchité toonde zich in het seizoen 2006/07 erg trefzeker in dienst van landskampioen RSC Anderlecht. Zo maakte hij het enige doelpunt in de topper tegen Club Brugge en het beslissende doelpunt in de stadsderby tegen FC Brussels. De uit Burundi afkomstige spits werd de vierde Afrikaan op de erelijst, na Souleymane Oulare, Aruna Dindane en Mbark Boussoufa. Tchité haalde het voor favoriet en ploegmaat Ahmed Hassan.
De Argentijnse middenvelder Lucas Biglia werd de eerste Zuid-Amerikaan op de erelijst van Jonge Profvoetballer van het Jaar.
De Tsjech Daniel Zitka groeide uit tot een publiekslieveling in Anderlecht en kreeg van zijn collega's de trofee voor Keeper van het Jaar. 
Hugo Broos werd voor de vierde keer Trainer van het Jaar. Hij werd zo alleen recordhouder. Opvallend: Broos won de prijs met drie verschillende clubs (Club Brugge, Anderlecht en KRC Genk).
Voor het eerst ging de Fair-Playprijs naar doelman Frédéric Herpoel. 
Jérôme Efong Nzolo, ten slotte, volgde Paul Allaerts op als Scheidsrechter van het Jaar.

## Uitslag

### Profvoetballer van het Jaar
| Nr. | Land                | Winnaar            | Club               | Ptn. |
| --- | ------------------- | ------------------ | ------------------ | ---- |
| 1.  | Vlag van Burundi    | Mohammed Tchité    | RSC Anderlecht     | 361  |
| 2.  | Vlag van Egypte     | Ahmed Hassan       | RSC Anderlecht     | 304  |
| 3.  | Vlag van België     | François Sterchele | Germinal Beerschot | 107  |
| 4.  | Vlag van Servië     | Milan Jovanović    | Standard Luik      | 97   |
| 5.  | Vlag van Argentinië | Lucas Biglia       | RSC Anderlecht     | 86   |
| 6.  | Vlag van België     | Tom Soetaers       | KRC Genk           | 80   |
| 7.  | Vlag van Togo       | Adekanmi Olufade   | AA Gent            | 76   |
| 8.  | Vlag van Marokko    | Mbark Boussoufa    | RSC Anderlecht     | 73   |
| 9.  | Vlag van Argentinië | Nicolás Frutos     | RSC Anderlecht     | 68   |
| 10. | Vlag van Frankrijk  | Fabien Camus       | Sporting Charleroi | 67   |

### Keeper van het Jaar
| Nr. | Land              | Winnaar          | Club           | Ptn. |
| --- | ----------------- | ---------------- | -------------- | ---- |
| 1.  | Vlag van Tsjechië | Daniel Zitka     | RSC Anderlecht | 781  |
| 2.  | Vlag van België   | Logan Bailly     | KRC Genk       | 520  |
| 3.  | Vlag van België   | Frédéric Herpoel | AA Gent        | 184  |

### Trainer van het Jaar
| Nr. | Land            | Winnaar          | Club               | Ptn. |
| --- | --------------- | ---------------- | ------------------ | ---- |
| 1.  | Vlag van België | Hugo Broos       | KRC Genk           | 549  |
| 2.  | Vlag van België | Georges Leekens  | AA Gent            | 511  |
| 3.  | Vlag van België | Jacky Mathijssen | Sporting Charleroi | 326  |

### Jonge Profvoetballer van het Jaar
| Nr. | Land                | Winnaar             | Club           | Ptn. |
| --- | ------------------- | ------------------- | -------------- | ---- |
| 1.  | Vlag van Argentinië | Lucas Biglia        | RSC Anderlecht | 306  |
| 2.  | Vlag van België     | Sébastien Pocognoli | KRC Genk       | 249  |
| 3.  | Vlag van België     | Steven Defour       | Standard Luik  | 205  |

### Scheidsrechter van het Jaar
| Nr. | Land                             | Winnaar            | Ptn. |
| --- | -------------------------------- | ------------------ | ---- |
| 1.  | Vlag van Gabon · Vlag van België | Jérôme Efong Nzolo | 542  |
| 2.  | Vlag van België                  | Frank De Bleeckere | 410  |
| 3.  | Vlag van België                  | Paul Allaerts      | 247  |

### Fair-Playprijs
| Nr. | Land              | Winnaar          | Club           | Ptn. |
| --- | ----------------- | ---------------- | -------------- | ---- |
| 1.  | Vlag van België   | Frédéric Herpoel | AA Gent        | 32   |
| 2.  | Vlag van Tsjechië | Daniel Zitka     | RSC Anderlecht | 28   |
| 3.  | Vlag van België   | Thomas Chatelle  | KRC Genk       | 18   |